# Confesión de Pedro

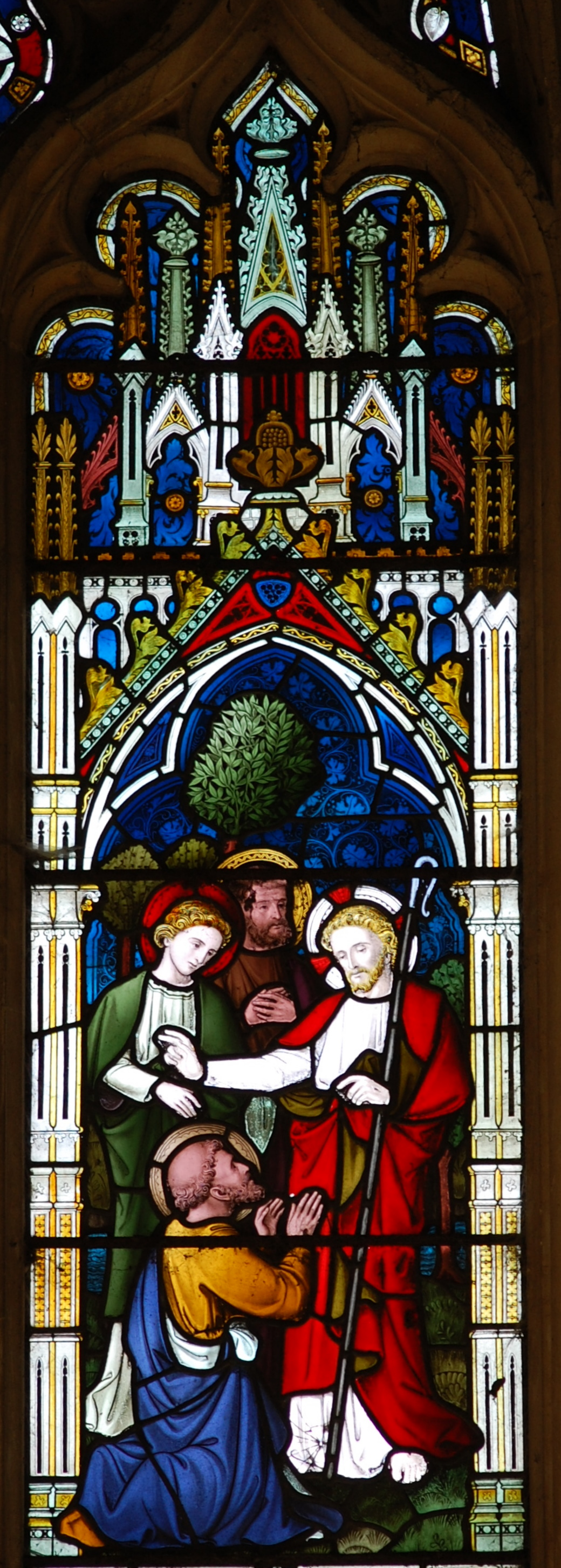
Vidriera de la confesión de Pedro en : «¿Y vosotros, quién decís que soy? Entonces respondiendo Pedro, dijo: El Cristo de Dios».

En el cristianismo, la confesión de Pedro (desde el título de la sección de Mateo en la Vulgata latina: Confessio Petri) se refiere a un episodio en el Nuevo Testamento en el que el apóstol Pedro proclama que Jesús es Cristo: el Mesías. La proclamación se describe en los tres evangelios sinópticos: Mateo 16:13-20, Marcos 8:27-30 y Lucas 9:18-20.
La proclamación de Jesús como Cristo es fundamental para la cristología y para la confesión de Pedro, y la aceptación del título de Jesús es una declaración definitiva en el relato del Nuevo Testamento. En este episodio, Jesús no sólo acepta los títulos de Cristo e Hijo de Dios, sino que declara la proclamación de la revelación divina, al afirmar que su Padre en el Cielo lo había revelado a Pedro, y de manera inequívoca se declara a sí mismo como Cristo e Hijo de Dios.
En este episodio Jesús también selecciona a Pedro como el líder de los Apóstoles, y afirma: «sobre esta roca edificaré mi iglesia». Muchas denominaciones cristianas están de acuerdo en que la declaración es válida a Pedro (según otras, para la propia confesión, o únicamente para Jesús), pero divergen en sus interpretaciones de lo que sucede después de Pedro.
La confesión de Pedro es también el nombre de una festividad litúrgica celebrada por varias iglesias cristianas, a menudo como parte de la Semana de Oración por la Unidad de los Cristianos.

## Registros evangélicos

### Contexto y escenario
En el Nuevo Testamento, esta perícopa y el relato siguiente de la transfiguración de Jesús aparecen hacia el centro de la narración evangélica, y conjuntamente marcan el comienzo de la revelación gradual de la identidad de Jesús a sus discípulos.
El escenario está cerca de Cesarea de Filipo, en el norte de Palestina y está al comienzo del viaje final a Jerusalén, que termina en la crucifixión y la resurrección de Jesús.
La confesión de Pedro comienza como un diálogo entre Jesús y sus discípulos en Mateo 16:13, Marcos 8:27 y Lucas 9:18. Jesús comienza a preguntar sobre las opiniones actuales sobre él entre «la gente», preguntando: «¿Quién dice la gente que soy yo?». Los discípulos proporcionan una variedad de las hipótesis comunes en la época, que van desde Juan el Bautista a Elías, Jeremías, o alguno de los demás profetas. A principios de la narrativa del Evangelio, estas hipótesis sobre la identidad de Jesús fueron proporcionadas en Marcos 6:14-16 por los que están en la corte de Herodes Antipas, cuando este se preguntaba si Jesús era Juan el Bautista resucitado.

### Proclamación y aceptación
En los tres relatos del Evangelio, después de preguntar acerca de los puntos de vista de «la gente», Jesús pide a sus discípulos su propia opinión: «Y vosotros, ¿quién decís que soy yo?». Solamente Simón Pedro le contesta: «Tú eres el Cristo, el Hijo del Dios viviente».
Solamente en Mateo 16:17 Jesús bendice a Pedro por su respuesta, y más tarde indica que esta revelación es la roca fundacional de la Iglesia. Esto comienza con:
Bienaventurado eres, Simón, hijo de Jonás, porque no te lo reveló carne ni sangre, sino mi Padre que está en los cielos.
En la bendición de Pedro, Jesús no solamente acepta los títulos de Cristo e Hijo de Dios que Pedro le atribuye, sino que declara a la proclamación una revelación divina al afirmar que su Padre en el Cielo había revelado a Pedro. En esta afirmación, al apoyar los dos títulos como revelación divina, Jesús inequívocamente se declara a sí mismo como Cristo e Hijo de Dios.
La referencia a «mi Padre» es distintiva en el Nuevo Testamento, ya que Jesús nunca incluye a otros individuos en tales referencias y sólo se refiere a su Padre, sin embargo al dirigirse a los discípulos él emplea vuestro Padre, excluyéndose a sí mismo de la referencia.

### Selección de Pedro
En Mateo 16:18, Jesús continúa:

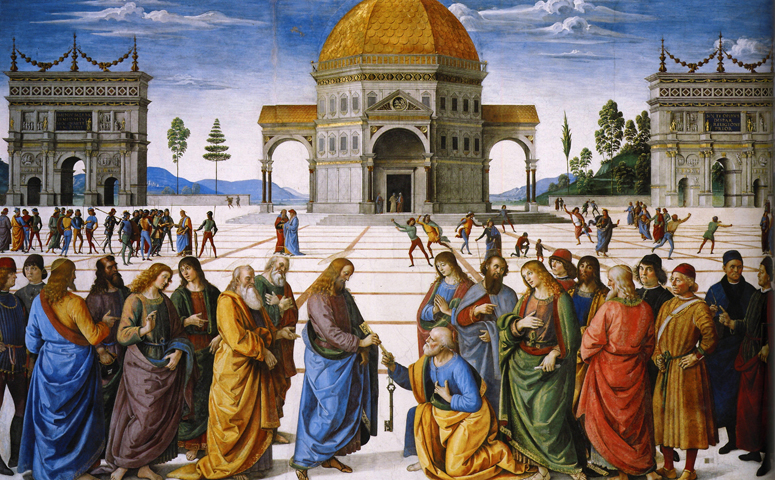
Representación de Pietro Perugino de Pedro recibiendo las llaves del Reino de los Cielos por Jesús, 1492.

Y yo también te digo, que tú eres Pedro, y sobre esta roca edificaré mi iglesia; y las puertas del Hades no prevalecerán contra ella. Y a ti te daré las llaves del reino de los cielos.
La palabra «Pedro» en este versículo es, en griego, «petros»; mientras que esta «roca» es «petra». Es un juego de palabras, pero si el idioma original era el arameo, la palabra en ambos casos es simplemente «Kefa». Una distinción, que «petros» significaba una piedra, y «petra», una pieza sólida de suelo rocoso es a veces sugerida; pero su uso en la antigüedad griega parece haber sido menos preciso.
La palabra «iglesia» (ekklesia, en griego), como se usa aquí, aparece en los Evangelios únicamente otra vez, en Mateo 16:17, y se refiere a la comunidad de los creyentes en ese momento. Las «puertas del infierno» (o Hades) se refiere al mundo inferior, y la morada de los muertos, y proclama que los poderes que se oponen a Dios no serían capaces de triunfar sobre la iglesia. Las «llaves del reino de los cielos» se refieren a la metáfora de que el Reino de los Cielos es un «lugar para ingresar», como también se usa en Mateo 23:13, donde está la entrada del mismo se puede cerrar.
La autoridad de Pedro es confirmada además por: «y todo lo que atares en la tierra será atado en los cielos; y todo lo que desatares en la tierra será desatado en los cielos». Como se discute más adelante, varias denominaciones cristianas han asignado diferentes interpretaciones a la autoridad concedida en este pasaje.
Los tres sinópticos finalizan el relato con Jesús diciendo a los discípulos que no revelen a nadie que él era el Mesías, una afirmación que en el siglo XX dio lugar a la teoría del secreto mesiánico en el Evangelio de Marcos.

## Temas denominacionales

### Interpretaciones

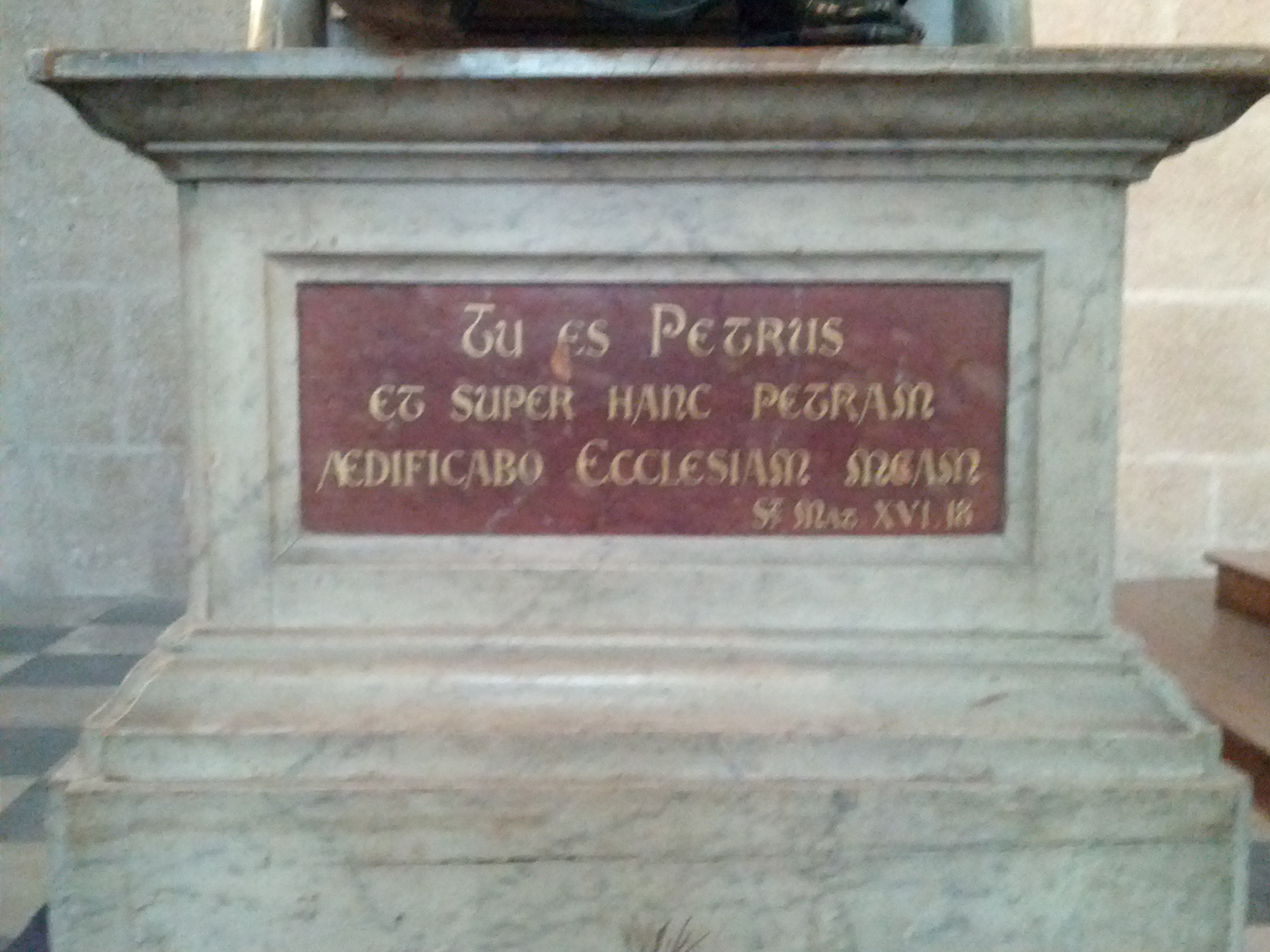
Placa en la Catedral de Nantes: «Tú eres Pedro, y sobre esta roca edificaré mi iglesia».

Varias denominaciones cristianas interpretan Mateo 16:18 de diferentes maneras. Aunque muchas denominaciones coinciden en que la declaración se aplica a Pedro, difieren en sus interpretaciones de lo que sucede después de Pedro.
En la Iglesia católica, las palabras de Jesús: «Sobre esta roca edificaré mi iglesia» son interpretadas como el fundamento de la doctrina del papado, por el cual la Iglesia de Cristo está fundada sobre Pedro y sus sucesores, los obispos de Roma. La siguiente declaración de Jesús, «y las puertas del infierno no prevalecerán contra ella», se interpreta como el fundamento de la doctrina de la infalibilidad papal.
Algunos protestantes creen que el versículo dice que Pedro fue la primera piedra de la Iglesia, pero no aceptan que se aplica a la sucesión continua de los papas, como los obispos de Roma. La declaración «y las puertas del infierno no prevalecerán contra ella» es tomada por lo general en el sentido de que la Iglesia nunca se extinguirá. Algunos grupos evangélicos protestantes se adhieren a la interpretación de que se trata de la «confesión» de Pedro que, en sí misma, es «la roca sobre la que se construirá la Iglesia de Jesús»; es decir, la iglesia se construyó únicamente sobre Jesús, como la primera piedra de su iglesia. Esta interpretación generalmente utiliza el argumento de la diferencia entre petros y petra en griego («Tú eres Pedro [petros] y sobre esta roca [petra] edificaré mi iglesia»).
Las iglesias ortodoxas orientales y la ortodoxia oriental también rechazan la sucesión de los papas y ven las palabras de Jesús, «todo lo que atares en la tierra será atado en los cielos», como otorgando primero a Pedro lo que fue concedido más tarde a todos los apóstoles en forma colectiva. Los ortodoxos creen en la infalibilidad de la Iglesia en su conjunto, pero cualquier persona, independientemente de su posición, puede estar sujeta a error.
Las reuniones ecuménicas entre las diferentes denominaciones han tenido lugar en relación con estas interpretaciones, pero ningún acuerdo final ha surgido.

### Conmemoraciones
Aquellos en la Iglesia católica que observan el moderno calendario romano general celebran la Fiesta de la Cátedra de San Pedro el 22 de febrero. En el Calendario general romano de 1960, la fiesta es celebrada el 18 de enero. La Iglesia católica nunca celebró una fiesta bajo el título de «Confesión de Pedro». En algunas iglesias anglicanas y luteranas, la Fiesta de la Cátedra de San Pedro es celebrada como la Fiesta de la Confesión de Pedro, el 18 de enero.
La confesión de Pedro es el comienzo de la Semana de Oración por la Unidad de los Cristianos, que es en realidad una octava en lugar de una semana, y fue originalmente conocida como la Octava de Unidad de los Cristianos. Es una celebración ecuménica cristiana internacional que comenzó en 1908. Se extiende desde el 18 de enero al 25 de enero (la Fiesta de la Conversión de San Pablo).